# پرواز در پرواز
پرواز در پرواز فیلمی به کارگردانی عبدالرحیم شرفی فریمانی و نویسندگی عباس محبی محصول سال ۱۳۷۱ است.

## بازیگران
- محسن یگانه
- ناصر فروغ
- بهزاد خداویسی
- حسن حبیبی
- زهره زارعی
- رضا تقوایی
- محسن گلناری
- حسن سعیدی
- مرتضی اکبری